# Sharon Cuneta
Sharon Gamboa Cuneta (Pasay, 6 gennaio 1966) è una cantante e attrice filippina.
È attiva anche come conduttrice televisiva.